# 40-ва бригада тактичної авіації «Привид Києва»
40-ва бригада тактичної авіації «Привид Києва» (40 БрТА, в/ч А1789) — авіаз'єднання Повітряних Сил Збройних Сил України. Перебуває у складі Повітряного командування «Центр».
Носить почесне найменування «Привид Києва» — це прізвисько було збірним для пілотів, які захищали небо над Києвом з перших годин повномасштабного російського вторгнення 2022 року, і згодом стало офіційною назвою бригади.

## Історія з'єднання
В січні 1992 року особовий склад 92-го винищувального авіаційного полку склав присягу на вірність українському народові.
Станом на початок 1992 року на озброєнні полку перебувало 39 літаків МіГ-29 та 5 навчально-бойових літаків МіГ-23УБ.
У літаків серії «9-12», що стояли на озброєнні полку, починав стрімко завершуватися ресурс назначений до першого ремонту і тому потрібно було швидко визначитись, що далі робити з цими машинами. Освоювати ремонт цих літаків розпочало державне підприємство Міністерства оборони України — Львівський державний авіаремонтний завод (ЛДАРЗ). Характерною зовнішньою особливістю літаків, що проходили ремонт у Львові, був новий камуфляж, хоч і звичайного двохкольорового сіро-зеленого забарвлення. На заводі й змінювалися розпізнавальні знаки з червоних п'ятикутних зірок на синьо-жовті кола.
В січні 1992 року полк був перепідпорядкований 4-й винищувальній авіадивізії Західного району Військ ППО України.
Згідно з вимогами директиви Міністерства оборони України від 6 січня 1993 року, 92 ВАП з 21 липня по 1 серпня 1993 року був передислокований у м. Васильків на місце розформованого 146 ВАП (літав на МіГ-25ПДС). Так з'єднання заступило на захист повітряного простору над столицею України. На той час полк мав менше десяти «9-12», які до кінця року здав в ремонт, отримавши з ЛДАРЗ чотири аналогічні літаки, які раніше належали до 145-го ВАП (б/н 06 — єдиний, який вже після передислокації отримав фігуру леопарда; 14, 15 і 36).
З 1 січня 1994 року полк входить до складу 49 корпусу ППО Військ ППО України. З 1 жовтня 1994 року полку надано новий умовний номер військової частини — А1789.
З 1 червня 1996 року входить до складу 6 гвардійської винищувальної авіаційної дивізії 14 авіаційного корпусу ВПС України.
З 1 грудня 1996 року, у зв'язку з реформуванням Збройних Сил України, 92 ВАП з частинами забезпечення переформований на 207-му авіаційну базу.
Наступного року, з 1 грудня авіабаза знову переформована на 8-й винищувальний авіаційний полк з частинами забезпечення (170 АТехБ та 649 ОБЗ РТЗ).
У 1998 р. один з МіГ-29 «9-12» (с/н 0390502556, в полку після капремонту з березня 1993 р.) 2-ї ае 92-го полку отримав почесне ім'я «Леонід Биков» з відповідним написом і зображенням нотного стану. Пізніше право на почесне ім'я було передано іншому винищувачу «виріб 9-13» (бортовий номер «білий 70», с/н 2960728174). Ще один літак цього полку (б/н 22, с/н 2960512147) мав зображення акулячої пащі, зябер і очей в носовій частині, а на фальшкілях — силуети кажанів, за що й був прозваний «Бетменом».
У 2000 р. два МіГ-29 передали Васильківському коледжу (у тому числі «9-12» б/н 46 з 92-го полку).
З 30 грудня 1999 року, згідно з наказом Міноборони України, полк з частинами забезпечення увійшов до складу Військ ППО України, а з 1 грудня 2000 року згідно Директиви Міноборони — переформований на 40-ве винищувальне авіаційне крило, як основне тактичне з'єднання авіації Військ ППО України. Озброєння авіакрила 12 літаками Л-39 дозволило всьому льотному складу виконувати польоти на двох типах літаків, МіГ-29 і Л-39.
У жовтні 2001 року особовий склад авіакрила брав участь у навчаннях Військ ППО України у Криму на полігоні Опук. Перебазування 10 літаків з Василькова було здійснено на аеродром Кіровське. Льотний склад виконував практичний відстріл ракет і пуски по повітряних мішенях. Вперше в історії вітчизняної авіації ланкою винищувачів МіГ-29 був знищений як повітряна ціль БПЛА «Рейс ВР-3» у передню напівсферу. Ввід в бій пар винищувачів і їх наведення здійснювалося послідовно із двох зон чергування у повітрі. Перша пара виявила ціль і виконала пуски ракет, але ціль не знищила. Ціль була знищена керованими ракетами середньої дальності веденим другої пари капітаном Анатолієм Поником.
З З0 жовтня 2002 року, на підставі Директиви Міноборони України від 17.07. 2002 року № Д-115/1/07 40-ве винищувальне авіакрило було перейменовано на 40-ве винищувальне авіаційне ордена Червоного Прапора крило.
Наказом Міноборони України від 29.04.2002 року № 144 16 червня поновлено, як річне свято 40 ВАКр.

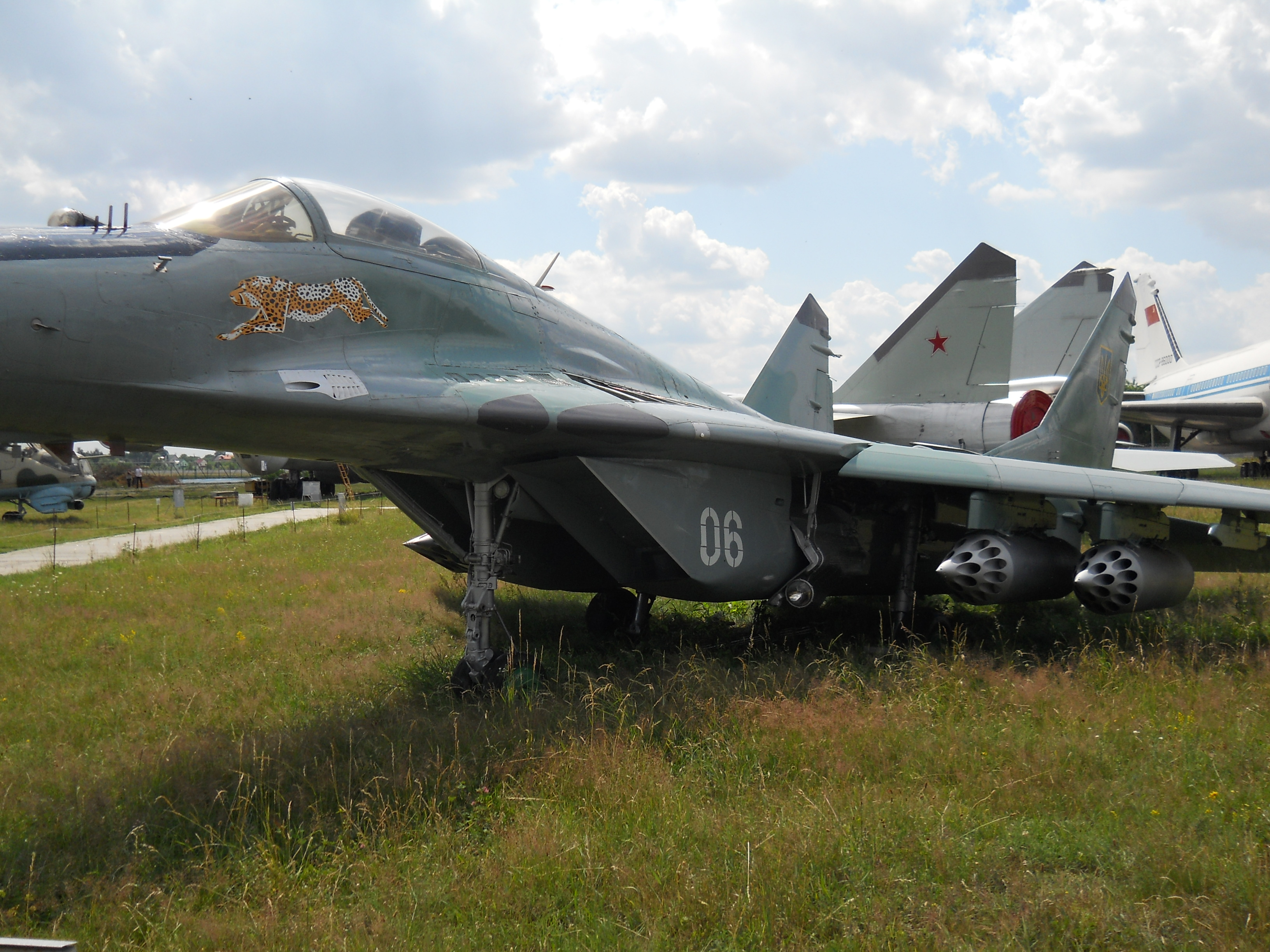
Експонат МіГ-29 зі складу 40-го крила. Гепард, зображений на винищувачі, був емблемою 92 ВАП.

Літаки МіГ-29 (9-12) у Василькові востаннє піднімались в повітря у 2001 році, лише в 2003 році один з літаків крила (б/н «06 білий», с/н 2960505534) прибув до аеропорту Жуляни, де став експонатом Державного музею авіації України.
Відповідно до Директиви Головнокомандувача Військ Протиповітряної оборони ЗС України від 25.06.2004 року Д-07 40 винищувальне авіаційне ордена Червоного Прапора крило перейменоване на 40 авіаційну ордена Червоного Прапора бригаду винищувальну.
Відповідно до Директиви Міноборони України від 18 квітня 2007 року №Д-322/1/03 40-ву авіаційну ордена Червоного Прапора бригаду винищувальну перейменовано на 40-ву ордена Червоного Прапора бригаду тактичної авіації.

### Російсько-українська війна
28 серпня 2014 року на авіабазі у Василькові волонтери групи «Повернись живим» вручили 40-й та 831-й винищувальним авіаційним бригадам Повітряних Сил ЗС України високоточні GPS-навігатори. Активісти закупили 15 навігаторів загальною вартістю близько 450 тисяч гривень.
Станом на осінь 2014 року активно ремонтувалася техніка бригади та тренувалися пілоти. Парк авіаційної техніки бригади, який включав літаки, системи авіаційного озброєння, засоби ураження, збільшився майже на 130 відсотків.
18 листопада 2015 року президент України Петро Порошенко вніс зміни до наказу № 1173 від 30 жовтня 2000 року, виключивши радянські почесні звання у назві частини. Нова назва — 40 бригада тактичної авіації.

### Широкомасштабний напад Росії 2022 року
24 лютого 2022 року почалось російське вторгнення в Україну, приблизно о 5:10 аеродром зазнав ракетного удару, втім завдяки діям старшого лейтенанта В'ячеслава Радіонова повний склад бригади літаків не зазнав ушкоджень та був піднятий в небо. Того дня аеродром бригади зазнав повторних ракетних ударів, але бригада боронила небо над Києвом та областю і збила щонайменше 6 літаків.
26 лютого 2022 року, приблизно о 0:30 поблизу Василькова силами службовців бригади був збитий російський Іл-76 МД, що ймовірно мав за мету скинути десант на аеродром та в місто, проте частина десанту вижила та змогла висадитись у Василькові та його околицях. Аеродром піддався сильному обстрілу, внаслідок чого, на сусідній нафтобазі сталась пожежа, але на ранок весь ворожий десант був знищений.
1 березня льотчики бригади знищили 2 російських винищувача.
12 березня 2022 року, приблизно о 7:00, по аеродрому було випущено 8 ракет, 1 ракета влучила в склад з боєприпасами, внаслідок чого він був знищений. Втім літаки ймовірно були перебазовані на запасний аеродром.
За 18 днів війни, з 24 лютого по 12 березня бригаді вдалось знищити щонайменше 20 ворожих літаків. Привид Києва є збірним образ всіх васильківських льотчиків.
15 червня 2022 року бригада відзначена почесною відзнакою «За мужність та відвагу».
24 серпня 2024 року президент України Володимир Зеленський під час участі в урочистостях з нагоди 33-ї річниці незалежності України присвоїв почесне найменування: 40-й бригаді тактичної авіації повітряного командування «Центр» Повітряних сил ЗСУ — «Привид Києва». Нова назва — 40 бригада тактичної авіації «Привид Києва».

## Літаки бригади

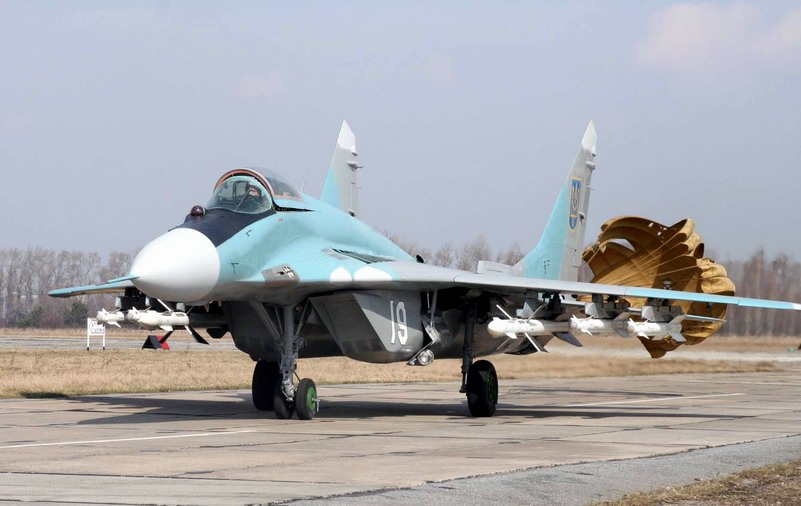
МіГ-29 40-ї БрТА

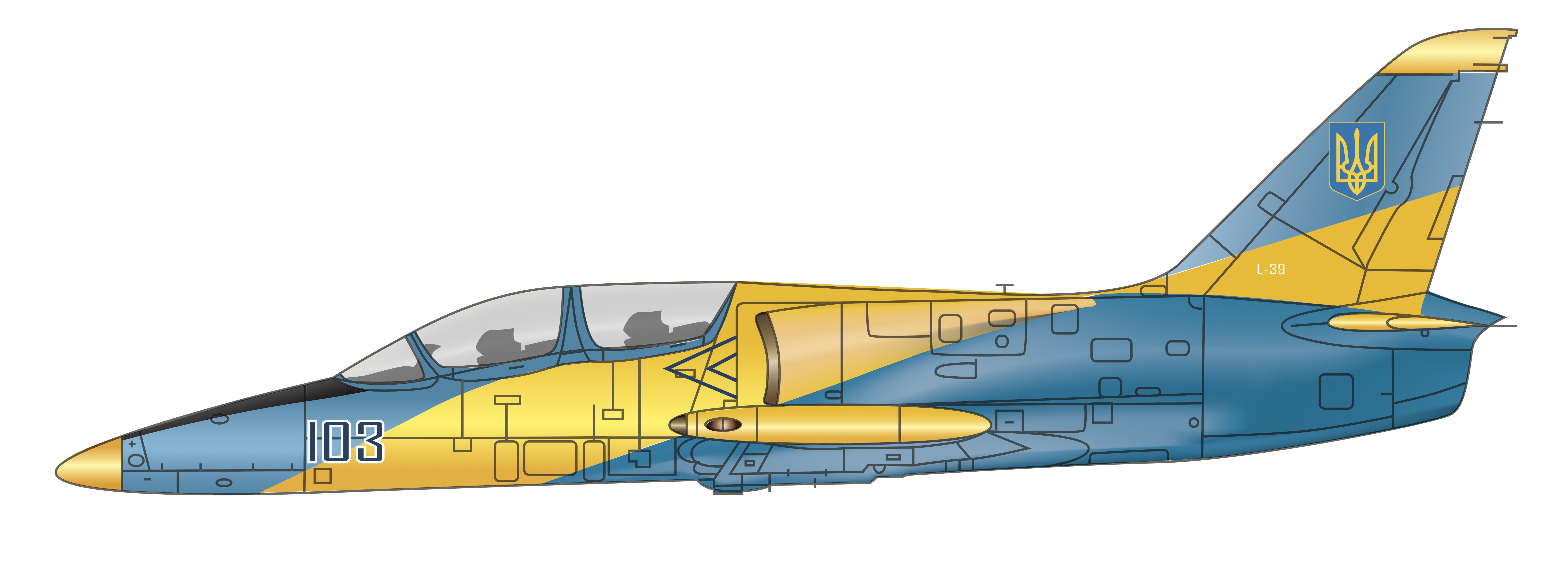
Л-39M1 40-ї бригади тактичної авіації

У 2012 році МіГ-29УБ (б/н 111) зі складу пілотажної групи «Українські соколи» пройшов ремонт на ЛДАРЗ, отримав піксельний камуфляж та новий б/н 90 «білий». Станом на 2017 рік цей літак знаходиться в складі 40-ї бригаді тактичної авіації.
На початку грудня 2015 року Одеський авіаційний завод передав 40-й бригаді тактичної авіації відремонтований та модернізований навчально-бойовий літак L39М (б/н 07).
У 2016 році до 40-ї бригади були передані відремонтовані та модернізовані на ЛДАРЗ 2 винищувача МіГ-29МУ1 (б/н 01, б/н 02).
14 жовтня 2017 року, з нагоди Дня захисника України, знову відбулась передача техніки Президентом України. Був переданий відремонтований та модернізований винищувач МіГ-29МУ1 (б/н 06).
27 березня 2020 року, модернізований та капітально відремонтований винищувач МіГ-29 був переданий 40-й бригаді тактичної авіації.
9 жовтня 2020 року Львівський державний авіаційно-ремонтний завод передав 40-й бригаді тактичної авіації повітряного командування «Центр» ще один модернізований винищувач МиГ-29МУ1 (б/н 16)
7 грудня 2020 року, згідно повідомлення на офіційному сайті Міністерства оборони України, авіатори 40-ї бригади тактичної авіації повітряного командування «Центр» отримали модернізований винищувач МіГ- 29МУ1 (б/н 33). В рамках виконання державного оборонного замовлення фахівцями державного підприємства «Львівський державний авіаційно-ремонтний завод» проведено модернізацію систем та обладнання ресурсних показників літака. Зокрема, на літак було встановлено нову авіоніку та капітально відремонтовані двигуни.
У червні 2021 року ЛДАРЗ передав 40-й бригаді тактичної авіації черговий винищувач МіГ-29МУ1 (б/н 19) після капітального ремонту та модернізації.

## Структура
- управління (в тому числі штаб)
- 1-ша авіаційна ескадрилья (МіГ-29МУ1, МіГ-29/-29УБ, L-39 «Альбатрос»)
- 2-га авіаційна ескадрилья (МіГ-29МУ1, МіГ-29/-29УБ, L-39 «Альбатрос»)
- батальйон зв'язку та радіотехнічного забезпечення:
  - вузол зв'язку та радіотехнічного забезпечення
  - вузол зв'язку
  - інформаційно-телекомунікаційний вузол
- батальйон аеродромно-технічного забезпечення:
  - аеродромно-експлуатаційна рота
  - рота матеріального забезпечення
- 1-ша рота охорони
- батальйон охорони
- техніко-експлуатаційна частина (ТЕЧ) авіаційної та автомобільної техніки
- група підготовки та регламенту
- пожежний взвод
- медичний пункт[22]

## Командування
- полковник Подзолков Сергій Миронович
- (1996—2004) полковник Ємець Валерій Іванович
- полковник Черепенько Ігор Вікторович
- полковник Захарчук Олег Григорович
- (2009) полковник Нагім Мусаєв[23]
- (2012) полковник Петренко Іван Миколайович[24][25]
- полковник Кравченко Володимир Васильович
- (???—2022†) полковник Матюшенко Михайло Юрійович. Загинув 26 червня 2022 року у небі над Чорним морем.

## Втрати
- 31 жовтня 1996 року при виконанні перельоту по маршруту Кіровське—Джанкой—Кіровоград—Васильків зазнав катастрофи літак МіГ-29, пілотований заст. командира авіаційної ескадрильї майором Олегом Куликом. Літак по невстановленій причині впав у Чорне море. Льотчик загинув.
- 12 жовтня 2014 року від поранень під Дебальцевим помер солдат Катрич Олександр Васильович.
- 2 березня 2022 року, під час російського вторгнення в Україну, в повітряному бою над Києвом з 12 російськими літаками загинув пілот, майор Бринжала Олександр. В тому бою Олександру вдалося збити 2 ворожі літаки, його напарнику 1, втім Олександр сам був збитий та загинув. Нагороджений званням Герой України.[26][27]
- 13 березня 2022 року загинув у повітряному бою майор Степан Тарабалка.[28]
- 26 червня 2022 року над Чорним морем був збитий і загинув полковник Михайло Матюшенко.[29]
- 26 червня 2022 року над Чорним морем був збитий і загинув майор Юрій Красильніков.[30]
- 27 квітня 2024 року під час виконання бойового завдання загинув командир ескадрильї бригади, льотчик МіГ-29 Коренчук Валентин Іванович.[31]
- 12 серпня 2024 року під час виконання бойового завдання загинув пілот МіГ-29 Мигуля Олександр Володимирович.[32]

## Інциденти

### Зіткнення літака із авто
10 березня 2021 року автомобіль Volkswagen Touran зіткнувся із літаком МіГ-29МУ1. Винищувач (б/н 08) модернізували на Львівському авіаційно-ремонтному заводі і влітку передали до військової частини. Під час зіткнення літак і автомобіль загорілися, їх встигли швидко загасити. У літака пошкоджений двигун та частини фюзеляжу, в авто пошкоджена передня частина. За кермом авто із литовськими номерами був виконувач обов'язків інженера другої ескадрильї військової частини капітан Ш. 1974 р.н. За попередніми даними, він був напідпитку.